# Ayatallah el Khoumini Hamoud
Pour les articles homonymes, voir Hamoud (homonymie).
Ayatallah el Khoumini Hamoud, né le 10 août 1990 à Aïn Touta, est un handballeur algérien,.

## Palmarès

### En clubs
ES Aïn Touta
- Vainqueur de la coupe d'Algérie des U-21 :  2011

- Vainqueur de la Coupe d'Algérie de handball : 2018.
  - Finaliste: 2014, 2017

### avec l'Équipe d'Algérie
Championnats du monde
- 15e au championnat du monde 2011 ( Suède)
- 17e au championnat du monde 2013 ( Espagne)
- 24e au championnat du monde 2015 ( Qatar)

Championnat du monde junior
- 14e au  Championnat du monde junior  2011 ( Grèce)

Championnat du monde jeunes
- 14e au Championnat du monde jeunes 2009 ( Tunisie)

Championnats d'Afrique
- Médaille d'argent au championnat d'Afrique 2012 ( Maroc)
- Médaille d'or au championnat d'Afrique 2014 ( Algérie)
- 4e place au Championnat d'Afrique 2016 ( Égypte)
- 6e place au Championnat d'Afrique 2018 ( Gabon)

## Distinctions personnelles
- Meilleur buteur du Coupe arabe des clubs vainqueurs de coupe 2018